# Isla de Lepet
La isla de Lepet (también conocida como islote Lepete, o islote Lepet) es el nombre de una isla en el lago Petén Itzá al norte del país centroamericano de Guatemala, a medio camino entre la isla de Floresy la localidad de San Andrés, en las coordenadas geográficas 16°57′N 89°54′O / 16.950, -89.900 267 kilómetros al norte de la capital del país Ciudad de Guatemala. Administrativamente pertenece al departamento de Petén.